# Johan Hendrik Smith

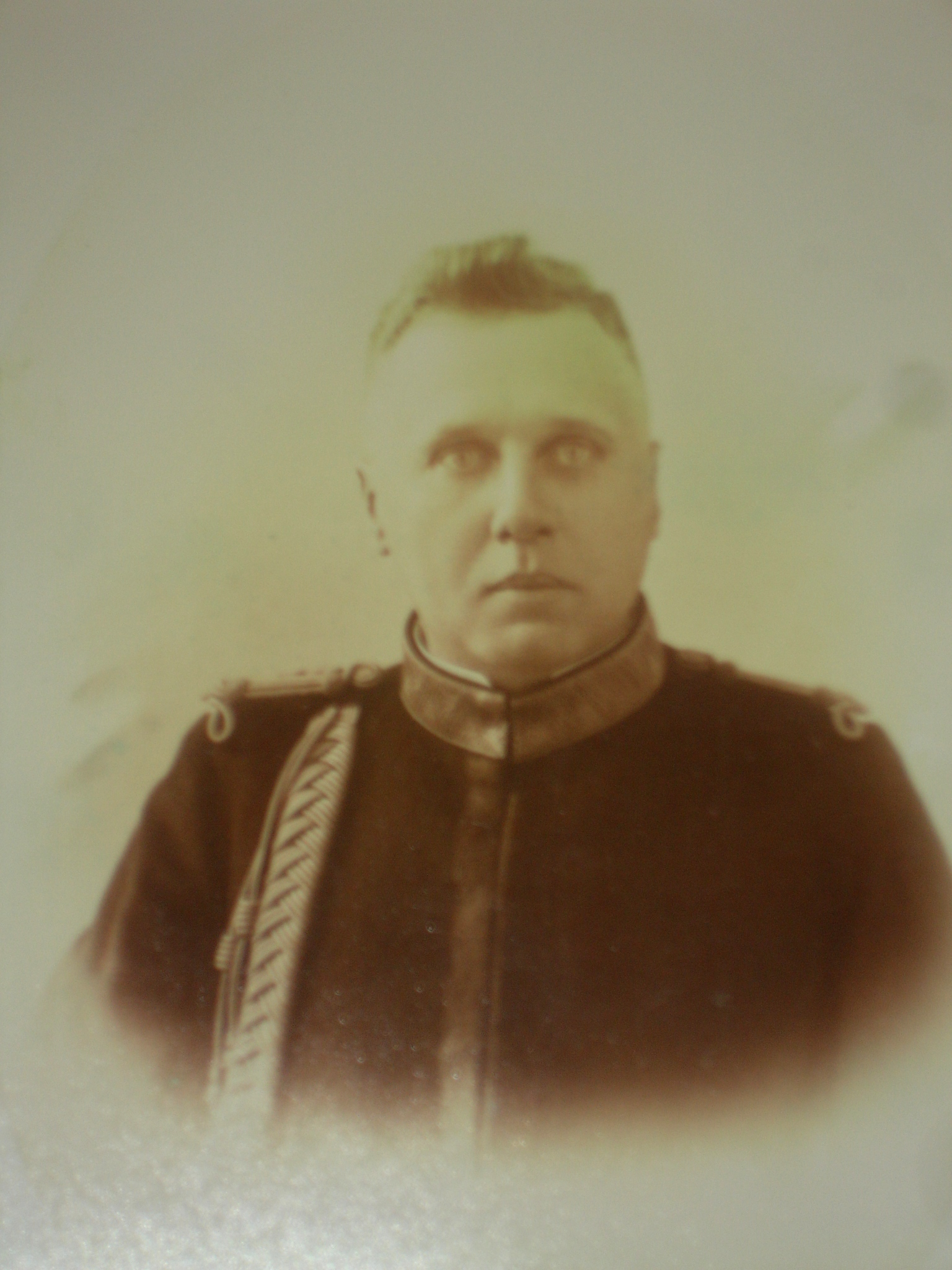
J.H. Smith

Johan Hendrik Smith (17 april 1891 - 31 januari 1951) was hoofdcommissaris van  politie in Nederlands-Indië.
Smith was de jongste van drie zonen. Zijn ouders hadden een dames-en herenmodezaak
in Veendam. Na de 5-jarige HBS (Veendam) solliciteerde Smith als volontair - met titel: 'inspecteur-titulair' - in Gorinchem. Hij werkte een korte periode bij de gemeentepolitie te Arnhem. In 1911 stapte hij over naar Den Haag als aspirant-inspecteur, om na anderhalf
jaar te worden benoemd tot inspecteur 3e klasse (en kort hierop 2e klasse). Als jonge inspecteur onderscheidde hij zich verschillende keren. Vooral toen hij in Den Haag dienstdeed bij de Centrale Recherche, kwamen zijn bijzondere kwaliteiten van politieman goed naar voren. Hij kreeg hier drie eervolle vermeldingen.
Vanaf het begin hield hij de evolutie van de criminaliteit bij door zelfstudie. Smith werd vaak gekozen als in het buitenland onderzoek gedaan moest worden op crimineel vlak. Studiereizen naar Berlijn, Kopenhagen, Parijs, Wenen en Dresden waren het gevolg.

## Nederlands-Indië
In 1921 vertrok Smith naar Nederlands-Indië, standplaats Meester Cornelis. Als commissaris 2e klasse functioneerde hij daar als chef van de politiesectie. De nieuwsbladen in de archipel berichtten over zijn komst naar Indië. In 1923 werd hij instructeur aan de Politieschool in Soekaboemi. Hij gaf hier les in de vakken:
- Wetenschappelijke en praktische Speurkunst
- Processen-Verbaal enz.
- Dactyloscopie en Signalementsleer

Hij schreef verschillende leerboeken op politioneel-crimineel gebied. Vermeldingswaard is:
- Het Standaardwerk Handboek voor Politieambtenaar(P.Dekker en J.H. Smith).

Smith zette zich in om de dactyloscopie in Nederlands-Indië ingevoerd te krijgen. In de jaren 20 zat hij in een commissie die onderzocht of de dactyloscopie dienstbaar gemaakt kon worden aan de bestrijding van het communisme. In 1934 werd Smith adjunct-hoofdcommissaris bij de Stadspolitie van Semarang, als chef van de criminele en opiumrecherche en van de Politieke Inlichtingendienst. Onder zijn bevel stond ook het vervoerswezen/de haven. Na zijn verlof in 1936 diende Smith kort bij de Stadspolitie van Soerabaja. In 1937 transfereerde Smith naar Padang, als technisch leider van de Veldpolitie van de westkust van de Residentie Sumatra en chef van de recherche en hoofd van de Stadspolitie te Padang. In 1940 - Nederland in oorlogstijd - werd hij teruggeroepen naar Soekaboemi om de Politieschool te leiden. In verband met de oorlogsdreiging werd de intensiteit van de politieopleiding flink vergroot. Smith bleek de laatste Westerse directeur van de Politieschool.

## Japanse bezetting
Als politiechef van Soekaboemi zorgde Smith ervoor - met de steun van de assistent-resident en van de regent - dat het lichaam van de op de vlucht voor de Japanners vermoorde controleur Jongbloed werd weggehaald. Kort na de capitulatie werd hij gearresteerd door de Kempeitaien gevangengezet in de Pledang-gevangenis te Buitenzorg. Van maart 1942 tot november 1942 heeft hij daar gevangengezeten. 
Daarna (tot oktober 1943) werd hij verplaatst naar Kamp Kedoeng Badak in Buitenzorg. In het kamp werd hij verdacht van het leiden van een ondergrondse actiegroep in en om Buitenzorg. 
Van oktober 1943 tot de bevrijding in 1945 verbleef hij in Kamp Baros 5, in Tjimahi. Hij werd gedurende zijn verblijf in de kampen verschillende keren gemarteld door de Kempeitai.

## Nederland
In 1946 ging Smith met pensioen en keerde hij terug naar Nederland. Tussen ’46 en ’51 schreef hij nog leerboeken, artikelen (in de politievakbladen) en hield hij lezingen voor politiefunctionarissen.